# Regalgioffoli
Regalgioffoli, 550 m s.l.m., 180 abitanti, è l'unica frazione di Roccapalumba nella città metropolitana di Palermo.

## Origini del nome
Il toponimo evidenzia le radici arabe: rahal jaffal, che secondo gli studiosi dovrebbe significare "casale dell'abbondanza" o "luogo di passaggio".

## Storia
Il feudo fu confiscato da Re Martino, e successivamente concesso, con facoltà di popolarlo, a Dionisio Parisi nel 1431 da re Alfonso il Magnanimo.
La chiesa dedicata alla Madonna del Rosario, fondata nel 1819, fu elevata a parrocchia solo nel 1932.

## Monumenti e luoghi d'interesse
A Regalgioffoli, in contrada Pizzo Suaro, esiste un osservatorio astronomico, inserito nella rete degli Osservatori Popolari d'Italia. Inoltre vi è un centro di divulgazione astronomica che ospita un potente telescopio per l'osservazione delle stelle.